# Daniss Jenkins
Daniss Jenkins, född 17 augusti 2001 i Paris i Texas, är en amerikansk professionell basketspelare (PG) som spelar för Detroit Pistons i National Basketball Association (NBA).
Han blev aldrig NBA-draftad.
Innan Jenkins blev proffs studerade han först på University of the Pacific och spelade för deras idrottsförening Pacific Tigers. Han blev senare överförd till Iona University för spel i Iona Gaels. Jenkins bytte återigen och den gången till St. John's University och att spela för deras St. John's Red Storm.